# Gidel Dantas
Gidel Dantas de Queiroz (Caraúbas, 17 de março de 1935 – Fortaleza, 2 de setembro de 2010) é um teólogo, ministro evangélico e servidor público e político brasileiro que foi deputado federal pelo Ceará.

## Dados biográficos
Filho de João Queiroz e Maria Nini Queiroz. Formado em Desenvolvimento Comunitário pela Agência dos Estados Unidos para o Desenvolvimento Internacional em Washington em 1968, em Administração Pública pela Universidade de Miami em 1983 e em Teologia, é teólogo, ministro evangélico e servidor público. Tornou-se secretário-executivo da Confederação Evangélica do Brasil em 1960 e quatro anos depois assumiu a superintendência do Church World Service para as regiões Norte e Nordeste do Brasil.
Diretor-geral do Departamento Estadual de Trânsito no segundo governo Virgílio Távora e no governo Manuel de Castro, foi Diretor de Fiscalização do estado, chefe de gabinete do secretário de Fazenda e diretor-geral do Patrimônio Histórico do Ceará no primeiro ano do governo Gonzaga Mota. Em 1986 foi eleito deputado federal pelo PMDB e ajudou a escrever a Constituição de 1988, ano em que liderou a bancada evangélica e disputou, sem êxito, a eleição à prefeitura de Fortaleza pelo PDC. Deixou a política ao final do mandato. De volta à direção-geral do Departamento Estadual de Trânsito do Ceará no segundo governo Tasso Jereissati, foi escolhido diretor-geral do Departamento Nacional de Trânsito em 1998 pelo então ministro da Justiça, Renan Calheiros, durante o governo do presidente Fernando Henrique Cardoso.
Nas eleições de 1990, disputou a reeleição pelo PDC, mas somente conseguiu ficar na segunda suplência da coligação "Geração Ceará Melhor".